# Carl Heinrich von Siemens

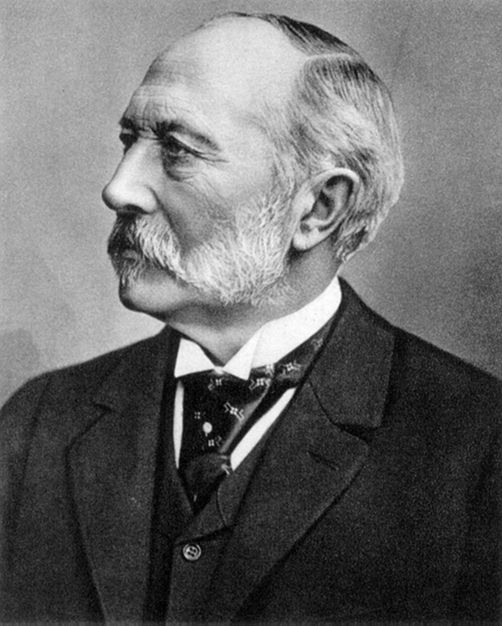
Carl von Siemens um 1900

Carl Heinrich Siemens, ab 1895 von Siemens, (* 3. März 1829 in Menzendorf, Herzogtum Mecklenburg-Strelitz; † 21. März 1906 in Menton, Französische Republik) war ein deutscher Industrieller und Bruder von Werner von Siemens.

## Leben

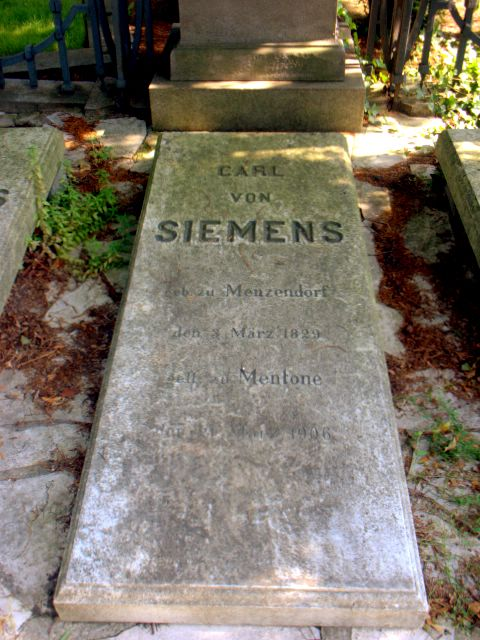
Grabstätte von Carl von Siemens auf dem Friedhof III der Jerusalems- und Neuen Kirchengemeinde in Berlin

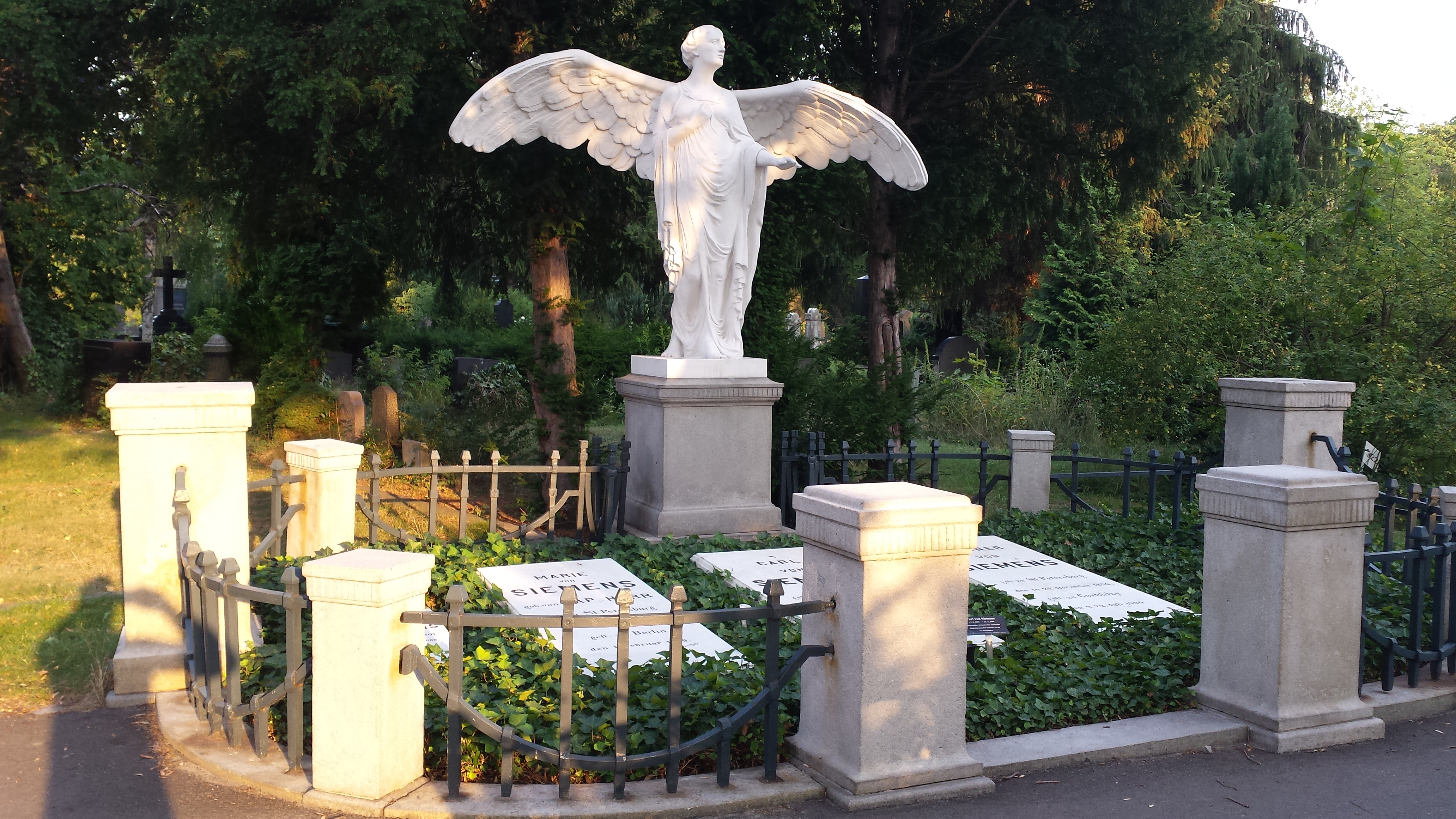
Restaurierte Grabstätte von Maria, Carl und Werner von Siemens auf dem Friedhof III der Jerusalems- und Neuen Kirchengemeinde

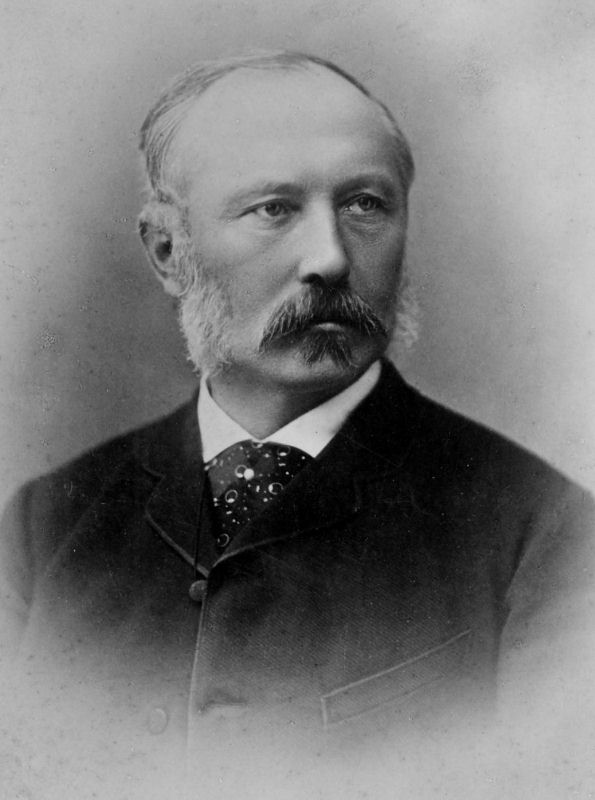
Carl von Siemens um 1870

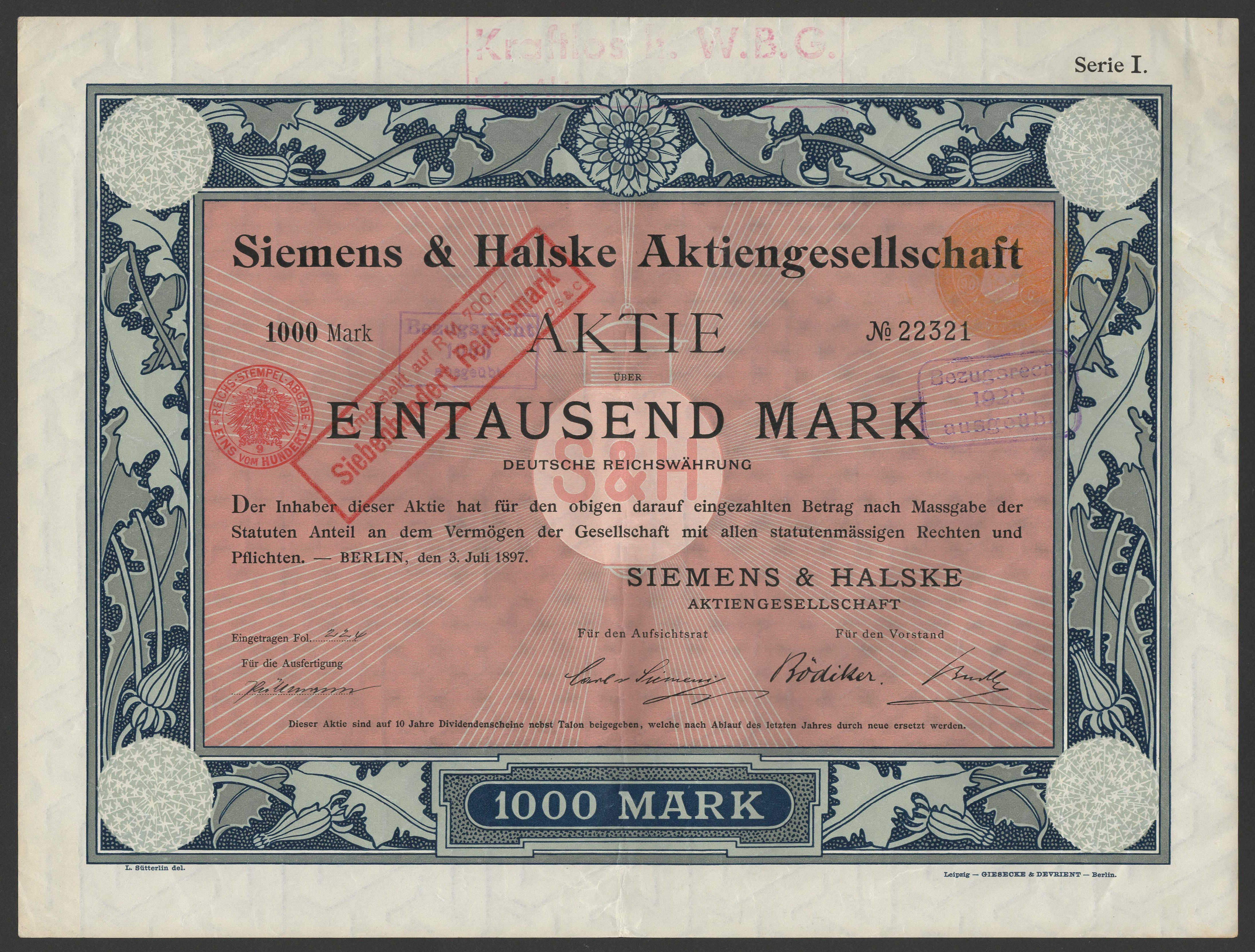
Gründungsaktie mit Unterschrift von Carl von Siemens, Gestaltung Ludwig Sütterlin, 1897

Carl Heinrich Siemens (Schreibweise auch Karl) wurde 1829 als achtes von insgesamt 14 Kindern des Gutspächters Christian Ferdinand Siemens (1787–1840) und seiner Ehefrau Eleonore Henriette Deichmann (1792–1839) in Menzendorf (Mecklenburg) geboren. Der Vater entstammte dem alten Goslarer Stadtgeschlecht Siemens (1384 urkundlich erwähnt). Nach dem Tod der Eltern im Jahr 1840 wurde er von seinem 12 Jahre älteren Bruder Werner erzogen, der bei ihm auch die Begeisterung für Technik weckte. Nach Beendigung der Schule fand er 1846 zunächst Anstellung in einer Zementfabrik, wechselte dann jedoch in die 1847 von seinem Bruder gegründete Telegraphenbauanstalt Siemens & Halske und war für diese in Paris und London tätig, bevor er 1853 im Auftrag der Firma nach Russland wechselte.
Siemens & Halske errichteten hier im Auftrag des Kaiserreiches Russland ab 1852 ein landesweites Telegraphennetz. Carl übernahm die Leitung der Bauarbeiten und baute das russische Geschäft des Siemens-Konzerns auf, der 1855 sogar eine Zweigniederlassung in Sankt Petersburg errichtete. Die Einnahmen der Filiale sicherte vor allem der auf 12 Jahre angelegte Reparatur- und Wartungsvertrag für das Telegraphennetz, der Siemens auch den Titel eines offiziellen Hoflieferanten einbrachte. Carl heiratete Marie von Kap-herr, die Tochter eines deutschstämmigen russischen Kaufmanns, und versuchte sich neben seiner Tätigkeit im Konzern des Bruders selbst als Unternehmer: 1861 errichtete er auf seinem Gut Chmelewo am Ilmensee die Glashütte Gorodok. Die Unternehmung warf jedoch in den zwei Jahrzehnten ihres Bestehens keine Gewinne ab und musste 1881 schließlich liquidiert werden.
Ursächlich für das Scheitern mögen auch gesundheitliche Probleme Carls gewesen sein, die ihn 1867 veranlassten, in den Kaukasus zu wechseln und die Leitung des Kupferbergwerkes in Kedabeg im russischen Gouvernement Elisabethpol (heute Aserbaidschan) zu übernehmen. Werner und Carl hatten, auf Vorschlag ihres mit dem Bau der Telegraphenleitungen im Kaukasus beschäftigten Bruders Walter, 1864 das Kupferbergwerk in Kedabeg gekauft, das – unter Überwindung mancher Schwierigkeiten – als von der Firma getrenntes „Privatgeschäft“ zunächst unter Leitung der Brüder Walter und Otto betrieben worden war.
Nach dem Tod seiner Frau und seiner Tochter Eleonore in Berlin wechselte Carl 1869 wiederum nach London, um mit der Siemens Brothers & Co. das Seekabelgeschäft des Konzerns aufzubauen, musste sich die unternehmerische Verantwortung jedoch mit dem älteren Bruder Carl Wilhelm Siemens („William“) teilen. Nach neuen Herausforderungen suchend, kehrte Carl daher Anfang der 1880er zurück nach Petersburg, wo er zunächst eine Kabelfabrik aufbaute. Daneben gelang es ihm, seit 1883 russischer Staatsbürger, im folgenden Jahrzehnt mit der „Gesellschaft für elektrische Beleuchtung“ für Siemens das Monopol im Bereich elektrischer Straßenbeleuchtung zu erringen.
In den 1880er Jahren fielen Carl Siemens’ Petersburger Fabriken ebenso wie der Siemens-Konzern insgesamt gegenüber den Geschäftsmodellen der Konkurrenz, vor allem Emil Rathenaus AEG, zurück. Im Briefwechsel der Brüder Carl und Werner fiel gelegentlich das Stichwort „Geldjuden“, Carl verstieg sich zu heftigen antisemitischen Ausbrüchen.
Aus Anerkennung für seine unternehmerischen Verdienste wurde Carl 1895 von Zar Nikolaus II. in den Adelsstand erhoben. Seit 1889 besaß Carl von Siemens das Gut Gostilizy (auch: Gostilitzy) bei St. Petersburg, das er seiner Tochter Marie von Graevenitz vermachte, die es bis 1918 bewirtschaftete. Seit 2011 erinnert am Haus des Popen Vater Viktorin in Gostilizy eine bronzene Gedenktafel an Carl von Siemens und Marie von Graevenitz, die der Berliner Bildhauer Hans Starcke nach einem Entwurf des Kunsthistorikers Jörg Kuhn modellierte. Sie entstand im Auftrag der 1923 von Marie von Graevenitz und ihrer Schwester Charlotte in der Schweiz gegründeten Werner-Siemens-Stiftung.
Nachdem sich sein Bruder Werner 1890 aus Altersgründen zurückgezogen hatte, ging Carl zurück nach Berlin, um gemeinsam mit seinen Neffen, Werners Söhnen Arnold und Wilhelm, die Leitung des Unternehmens zu übernehmen. 1897 wurde der Konzern auf Betreiben Carls in eine Aktiengesellschaft umgewandelt, ein Schritt dem sich der 1892 verstorbene Firmengründer Werner mit Rücksicht auf sein Ideal eines Familienunternehmens „à la Fugger“ immer widersetzt hatte, und Carl wurde der erste Aufsichtsratsvorsitzende der Siemens & Halske AG.
Aus gesundheitlichen Gründen zog er sich 1904 aus dem Unternehmen zurück und siedelte nach Menton an die Côte d’Azur um, wo er am 21. März 1906 kurz nach seinem 77. Geburtstag verstarb. Der Sarg mit den sterblichen Überresten wurde nach Berlin überführt und zwischen den Grabstellen von Marie von Siemens und Werner von Siemens, dem 1900 in Gostilizy verstorbenen Sohn der beiden, beigesetzt. Die seit 1869 auf dem Friedhof III der Jerusalems- und Neuen Kirche in Berlin-Kreuzberg bestehende Grabstätte wurde 1908 neu gestaltet und erhielt eine überlebensgroße Marmorfigur eines weiblichen Trauerengels. Diese Skulptur, ein Werk des Wiesbadener Bildhauers Philipp Modrow wurde 1970 zerstört. Sie konnte anhand historischer Abbildungen durch den Berliner Bildhauer Matthias Richter im Auftrag der Werner Siemens-Stiftung 2012 nachgeschaffen werden und steht heute wieder auf der Grabstätte aufgestellt.

## Ehe und Nachkommen
Am 24. November 1855 heiratete Carl Siemens Marie Kap-herr, die Tochter des St. Petersburger Kaufmanns und zeitweiligen Repräsentanten der Firma Siemens & Halske in Russland, Hermann Christian Kap-herr (1801–1877), der 1868 zum erblichen hessischen Freiherrn erhoben wurde.
Aus der Ehe gingen fünf Kinder hervor:
- Werner (1856–1900), der eine Existenz als Landwirt dem Eintritt in die Firma vorzog. Seiner zweiten Ehe (1895) mit der Schweizerin Eleonora Füssli (1874–1941), Tochter des Porträtmalers Wilhelm Füssli,  entstammte ein im Kindesalter verstorbener Sohn Werner (1896–1898). Die verwitwete Eleonora heiratete 1923 Wilhelms Sohn Werner Ferdinand von Siemens (1885–1937).
- Charlotte Lotti (1858–1926), seit 1884 verheiratet mit Axel Baron von Buxhoeveden (1856–1919), mit dem sie fünf Kinder hatte.
- Hermann (1859–1860)
- Marie Maruscha (1860–1939), seit 1884 verheiratet mit Georg Baron von Graevenitz (1857–1939), mit dem sie sechs Kinder hatte.
- Eleonore (1868–1869)